# تامی هیچکاک جونیور
تامی هیچکاک جونیور (انگلیسی: Tommy Hitchcock Jr.; ۱۱ فوریهٔ ۱۹۰۰ – ۱۸ آوریل ۱۹۴۴) چوگان‌باز و پرسنل نظامی اهل ایالات متحده آمریکا بود.